# Riders Republic
Riders Republic ist ein Sport-Videospiel, welches von Ubisoft Annecy entwickelt und von Ubisoft veröffentlicht wurde. Das Spiel wurde am 28. Oktober 2021 für Microsoft Windows, PlayStation 4, PlayStation 5, Stadia, Luna, Xbox One und Xbox Series veröffentlicht.

## Gameplay
Zu den fünf Hauptaktivitäten, die im Spiel verfügbar sind, gehören Mountainbiking, Skifahren, Snowboarding, Wingsuit-Fliegen und Raketen-Wingsuit. Ubisoft beschreibt das Spiel als „Massively Multiplayer Sports Game“, da mehr als 50 Spieler in Rennen gegeneinander antreten können. Die PS4- und Xbox-One-Versionen unterstützen nur etwa 20 Spieler. Außerdem können die Spieler einen 6v6 kompetitiven Multiplayer-Modus namens „Tricks Battle Arena“ spielen. In diesem Modus tritt jedes Team in einer Arena an und muss so viele Tricks wie möglich ausführen, um Trickpunkte zu erhalten. Das Team, das die höchste Punktzahl hat, gewinnt das Spiel. Das Spiel ist in einer Open World angesiedelt, die sieben verschiedene amerikanische Nationalparks, darunter Bryce Canyon, Yosemite Valley, Sequoia Park, Zion, Canyonlands, Mammoth Mountain und Grand Teton, in einer einzigen Karte zusammenfasst. Außerdem gibt es einen Social Hub, in dem sich die Spieler treffen und miteinander interagieren können.
Das Spiel bietet auch einen Karrieremodus, in dem die Spieler 6 verschiedene Aktivitäten (Bike Freestyle, Bike Racing, Ski Freestyle, Ski Racing, Wingsuit, Rocket Wingsuit) absolvieren. Jede von ihnen hat ihren eigenen Progressionspfad. Nach und nach erreichen die Spieler wichtige Meilensteine, wie z. B. die Teilnahme an Wettbewerben wie dem UCI Mountain Bike World Cup, der Red Bull Rampage und den X Games sowie die Unterzeichnung von Verträgen mit Sponsoren aus der realen Sportwelt. Das letzte Ziel ist die Teilnahme am „Riders Ridge Invitational“, „einem noch nie dagewesenen Multisport-Wettbewerb, der alle Sportarten in einem einzigen Event vereint“. Bei diesem Event können die Spieler nach Belieben zwischen den Sportarten wechseln. Je weiter der Spieler im Karrieremodus fortschreitet, desto mehr neue Ausrüstungen, Outfits und kosmetische Gegenstände werden freigeschaltet.

## Entwicklung
Das Spiel wurde von Ubisoft Annecy entwickelt, dem Team, das 2016 Steep, ebenfalls ein Extremsportspiel, veröffentlicht hat. Die Entwicklung des Spiels begann 2017, und das Entwicklerteam wurde um Mitglieder aus anderen Ubisoft-Studios in Montpellier, Belgrad, Pune, Berlin, Kiew und Odessa erweitert. Das Entwicklerteam hat die Nationalparks mit Hilfe von GPS-Daten nachgebaut. Obwohl die sieben Nationalparks im wirklichen Leben unterschiedliche Regionen sind, hat das Team die Parks miteinander verbunden, um eine einzige offene Welt zu schaffen, die der Spieler erkunden kann. Als Schauplatz des Spiels wurden die amerikanischen Nationalparks gewählt, da dort häufig Wettkämpfe für Extremsportarten ausgetragen werden. Das Studio schickte auch ein Team, das diese Parks besuchte, um sicherzustellen, dass sie im Spiel korrekt dargestellt werden.
Wie Steep ist das Spiel keine Videospielsimulation, da das Team das Gameplay so zugänglich wie möglich gestaltet hat. Das Team arbeitete mit Experten und Sportlern zusammen, um sicherzustellen, dass jede vorgestellte Aktivität authentisch ist. Zum Beispiel haben verschiedene Fahrradmarken Statistiken, die „das Verhalten im wirklichen Leben nachahmen“. Das Gameplay wurde als soziales Spiel konzipiert, das die „Spannung und Kameradschaft der Online-Community“ betont. Diese Entscheidung wurde getroffen, nachdem Steep Anfang 2019 als kostenloses Spiel für PlayStation-Plus-Mitglieder angeboten wurde, das mehr als 10 Millionen neue Spieler anlockte.
Riders Republic wurde am 10. September 2020 während des Ubisoft Forward Digital Events angekündigt. Das Spiel sollte am 25. Februar 2021 für Microsoft Windows, PlayStation 4, PlayStation 5, Stadia, Xbox One und Xbox Series veröffentlicht werden. Anfang 2021 wurde der Release jedoch auf einen späteren Zeitpunkt im selben Jahr verschoben. Spieler, die das Spiel vorbestellt haben, erhalten das Bunny Pack, das zusätzliche kosmetische Gegenstände ins Spiel bringt. Das Spiel soll umfangreich mit herunterladbaren Inhalten nach dem Launch unterstützt werden.

## Rezeption
Riders Republic erhielt überwiegend durchschnittliche Bewertungen. Die Rezensionsdatenbank Metacritic aggregiert 37 Rezensionen der PlayStation-5-Version zu einem Mittelwert von 77/100 Punkten und 18 Rezensionen der PC-Version zu 78/100 Punkten.

„Riders Republic ist das aktuelle beste Extremsportspiel, vor allem für Leute, die damit sonst nicht so richtig was anfangen können. Es verlangt von euch erst einmal nicht viel, außer, dass ihr Spaß daran habt, auf diversen Gerätschaften Berge herunterzuschießen. All die Feinheiten, die sehr schnell zu einem Tony Hawk zum Beispiel dazukommen, wenn man irgendwo im Spiel hinmöchte, kann man hier für lange Zeit ausblenden. Aber sie sind da, sobald ihr für sie bereit seid.“

„Als ich mit dem Test von Riders Republic begann und richtig viel Spaß mit der Spielwelt und den ganzen Extremsport-Disziplinen hatte, hätte ich nie gedacht, dass mir der Titel noch so sehr auf die Nerven gehen wird. Die Serverprobleme bei den Massenstarts sind ärgerlich, aber erfahrungsgemäß arbeitet Ubisoft an sowas. Deshalb war ich hier noch nicht abgeschreckt. Dafür machte es mir einfach zu viel Laune, in den Nationalparks rumzukurven. Die Steuerung funktioniert gut, die ganzen Disziplinen sorgen für Abwechslung und innerhalb der riesigen Spielwelt fühlt man sich wirklich frei.“